# Heligmonevra pygmaea
Heligmonevra pygmaea là một loài ruồi trong họ Asilidae. Heligmonevra pygmaea được Oldroyd miêu tả năm 1972. Loài này phân bố ở miền Ấn Độ - Mã Lai.